# Тачалін
Тачалін (пол. Taczalin, нім. Tentschel) — село в Польщі, у гміні Легницьке Поле Легницького повіту Нижньосілезького воєводства.
Населення — 363 особи (2011).
У 1975-1998 роках село належало до Легницького воєводства.

## Демографія
Демографічна структура станом на 31 березня 2011 року:
|          | Загалом | Допрацездатний вік | Працездатний вік | Постпрацездатний вік |
| -------- | ------- | ------------------ | ---------------- | -------------------- |
| Чоловіки | 182     | 30                 | 132              | 20                   |
| Жінки    | 181     | 31                 | 112              | 38                   |
| Разом    | 363     | 61                 | 244              | 58                   |